# Péninsule d'Abşeron
Pour les articles homonymes, voir Abşeron.

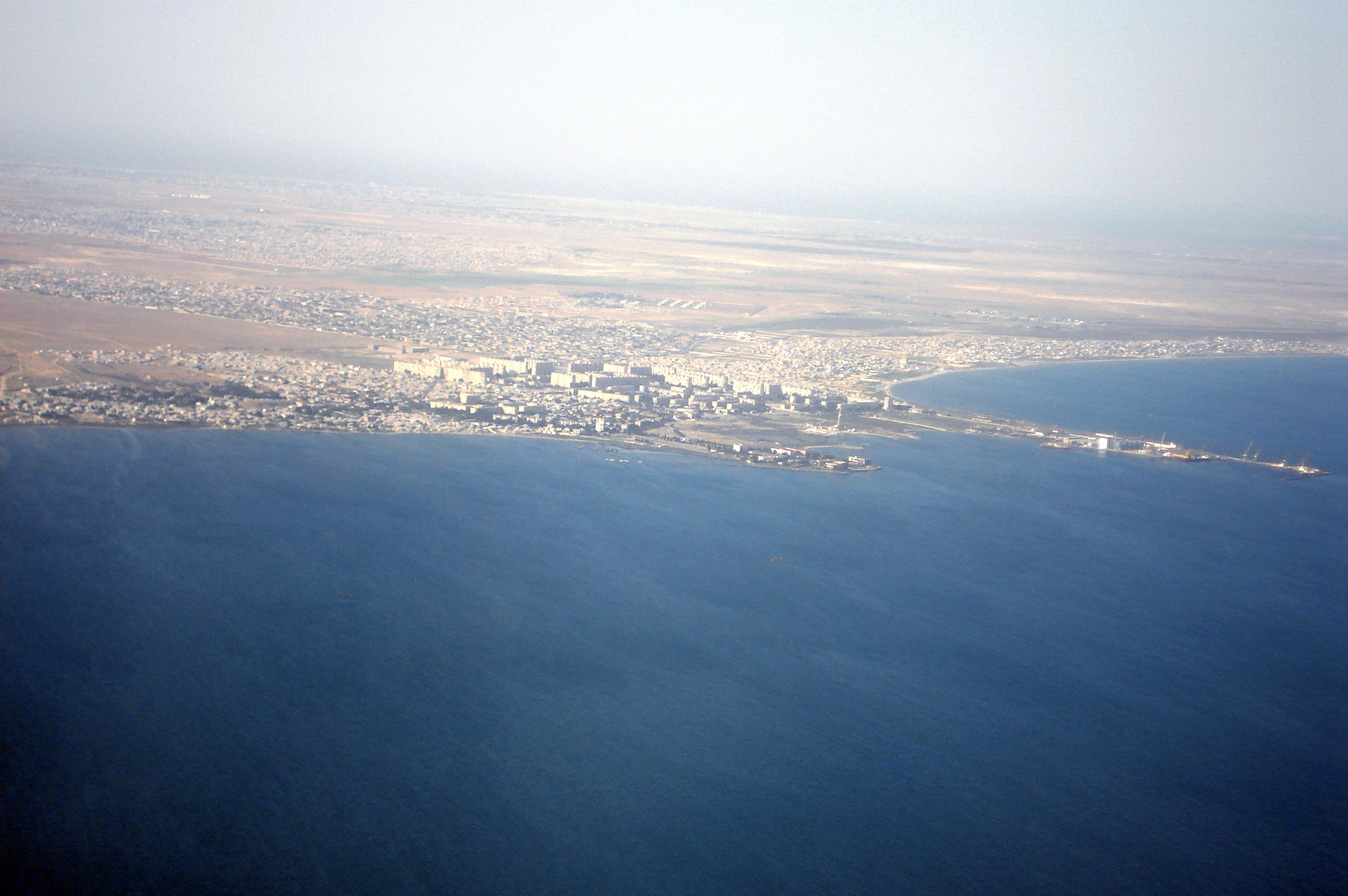
La péninsule d’Abchéron

La péninsule d'Abşeron (en azéri : Abşeron yarımadası), aussi appelée Apchéron, est une péninsule d'Azerbaïdjan. La péninsule d'Abşeron se trouve sur la côte ouest de la mer Caspienne, sur le territoire de l’Azerbaïdjan. Elle représente la fin des montagnes du Grand Caucase.

## Toponymie
Initialement, la péninsule a reçu le nom du cap d’Abchéron selon le nom d’un petit village d’Abchéron, qui existait jusqu’aux années 1820. On considère, que le mot « Abchéron » provient de deux mots « eau salée » (ab veut dire « eau », chéron signifie « salé » en langue des Tats). Au début, l’utilisation de ce mot était liée à la mer Caspienne, plus tard au village de la côte.

## Caractéristiques géographiques
La longueur de la péninsule d’Abchéron est de 60 km et sa largeur est de 30 km. À l’extrémité orientale de la péninsule se trouve la langue de sable Chakh. Elle est composée principalement de sédiments néogènes et anthropiques. La péninsule est considérée comme une zone sismique active (le dernier tremblement de terre a eu lieu en 2000). En surface, on trouve une plaine ondulée (hauteur de −26 m en dessous du niveau de la mer au large des côtes de la mer Caspienne jusqu'à 310 m à l'ouest, avec une hauteur moyenne de 50-165 mètres) avec des élévations brachyanticlinales et des collines de boue (la hauteur atteint 310 m à l’ouest). Le relief de la péninsule d’Abchéron se caractérise par des dépressions non drainées, des sols salins et des lacs salés ; on y trouve des sables mouvants.
La péninsule d'Abchéron et les eaux adjacentes de la mer Caspienne sont riches en pétrole et en gisements de gaz, qui sont exploités industriellement depuis la fin du XIXe siècle (notamment la région de Bakou, riche en gaz et en pétrole). D’ailleurs, l’extraction du pétrole des puits était développée depuis quelques siècles.
Le climat de la péninsule est tempéré et semi-aride de type BSk selon la classification de Köppen. La température moyenne en janvier est de +3 °C, en juillet +25 °C. Le total des précipitations annuelles est de 140 mm dans la partie sud-ouest et de 250 mm au nord. L’hiver est froid, le printemps est doux, l’été sec et chaud, l’automne est ensoleillé. Les vents violents sont fréquents (nord de Bakou-khazri, le vent du sud-guilavar). Les steppes et semi-déserts sont typiques. 

## Importance économique
La péninsule d’Abchéron est une région industrielle d’Azerbaïdjan, où sont développés l’extraction du pétrole, du gaz, le raffinage du pétrole, qui causent des problèmes écologiques (dégradation du sol considérable, plusieurs cas de pollution de surface de pétrole etc.).
En raison du climat semi-aride, l'agriculture nécessite d'irrigation. L'agriculture est représentée par la viticulture, le melon et la pastèque. L’élevage des ovins est très développé.
Sur la côte ouest de la Caspienne, près de Bakou, sont situées les stations balnéaires (chaudes à Surakhani et Chikhovo : 64-65 °C, sources minérales, hôpital balnéaire) ; stations balnéaires climatiques à Mardakan, Buzovna, Bilgah, Zagulba, Pirchagui, Turkan ; des sanatoriums d’enfants ; colonies de vacances, maisons de vacances.  

## Composition ethnique
La péninsule est habitée par les Azerbaïdjanais (90 %), les Russes (6 %), une petite quantité de Tatars (2 %) et d’Ukrainiens (1 %). Sur la côte nord de la péninsule se trouve la ville de Sumqayıt (plus de 300 000 habitants, et sur la côte sud est située Bakou, capitale d’Azerbaïdjan, avec plus de 3 millions d’habitants.

## Curiosités
La péninsule d’Abchéron, habitée dès les temps anciens, a conservé une série de monuments historiques : forteresse de Nardaran du XIVe siècle avec une haute tour dans le village de Nardaran, le Château rond (1232) et le Château rectangulaire (XIIe siècle) dans le village de Nardaran, le temple du feu « Atechgah » (XVIIe et XVIIIe siècles) dans le village de Surakhani, château du milieu du XIVe siècle dans le village de Ramana, de nombreux monuments anciens à Bakou et d’autres. Il y a un arborétum, qui se trouve à proximité de Mardakan. Sur la péninsule d’Abchéron se trouve aussi la piste de pierre, construction mégalithique d’origine inconnue.

## Localités habitées
Bakou est entouré de dizaines de villages environnants (10 à 15 km), connus comme villages de Bakou ou d’Abchéron qui compose avec la ville l’agglomération de Bakou. La plupart d’eux possède une longue histoire, tandis que d’autres  se sont formés de localités ouvrières dans les temps soviétiques. Actuellement, leur nombre dépasse 60. Ils comptaient 41 en 1870: Amiradjan, Ahmedli, Baladjari, Balakhani, Bibi-Eybat, Bilgah, Bina, Binagadi, Buzovna, Bulbulé, Hekmali, Govsani, Goradil, Guzdek, Darnagul, Djorat, Digah, Zabrat, Zira, Zikh, Gala, Kechla, Gobi, Kurdakhani, Mamedli, Mardakan, Massazir, Machtaga, Nardaran, Novkhani, Piraguchkul, Pirchagui, Ramana, Sabuntchi, Saray, Surakhani,Turkan, Fatmaï, Khodjassan, Khirdalan, Chagan.  